# Ljuben Panow
Ljuben Panow (bulgarisch Любен Панов; * 30. Dezember 1974, englische Transkription Luben Panov) ist ein bulgarischer Badmintonspieler. 

## Karriere
Ljuben Panow war 2000 erstmals bei den nationalen Titelkämpfen in Bulgarien erfolgreich. 2001 folgte ein weiterer Sieg. Gewinnen konnte er des Weiteren die Romanian International, die Greece International, die Cyprus International und die Balkanmeisterschaften. 

## Referenzen
- Ljuben Panow beim Badminton-Weltverband

| Personendaten    | Personendaten                 |
| ---------------- | ----------------------------- |
| NAME             | Panow, Ljuben                 |
| ALTERNATIVNAMEN  | Panov, Luben; Панов, Любен    |
| KURZBESCHREIBUNG | bulgarischer Badmintonspieler |
| GEBURTSDATUM     | 30. Dezember 1974             |